# Евауд Плетінкс
Евауд Плетінкс (нід. Ewoud Pletinckx, нар. 10 жовтня 2000, Зоттегем, Бельгія) — бельгійський футболіст, центральний захисник клубу «Ауд-Геверле Левен» та молодіжної збірної Бельгії.

## Ігрова кар'єра

### Клубна
Евауд Плетінкс у 2012 році приєднався до клубної академії «Зюлте-Варегем». Першу гру в основі в футболіст провів у січні 2019 року в чемпіонаті Бельгії проти «Антверпена».
У червні 2022 року Плетінкс перейшов до клубу вищого дивізіону «ауд-Геверле Левен», з яким підписав контракт на чотири роки. 23 липня 2022 року захисник провів першу гру в новій команді.

### Збірна
Влітку 2023 року Евауд Плетінкс був внесений в заявку молодіжної збірної Бельгії для участі в молодіжному чемпіонаті Європи в Румунії та Грузії.